# Maxime Delonca
Maxime Delonca, (29 d'abril del 1988 a Perpinyà, Catalunya del Nord), és un jugador de rugbi que va jugar com a taloner a la USAP de Perpinyà des del 2006 al 2014. Fins a 2006 : Estrella esportiva catalana. Després 2006 : USAP.